# League of Legends Championship of The Americas
A League of Legends Championship of The Americas (LTA), também conhecida como League of The Americas, é a próxima competição de maior nível de League of Legends profissional nas Américas. A liga de esporte eletrônico é administrada pela Riot Games e tem dezesseis equipes divididas em duas conferências, Norte e Sul. Cada temporada anual de competição é dividida em três etapas, com uma fase de eliminatórias entre as melhores equipes. No final de cada etapa, as melhores equipes se qualificam para os três torneios internacionais – o vencedor da primeira etapa se qualifica para o torneio First Stand, os vencedores de cada conferência na segunda etapa se qualificam para o Mid-Season Invitational, e as três melhores equipes da terceira etapa (conhecida como Campeonato Regional das Américas) se qualificam para o Campeonato Mundial de League of Legends.
A liga foi inicialmente anunciada em junho de 2024 como uma fusão entre as então três ligas regionais nas Américas – League Championship Series (LCS), Campeonato Brasileiro de League of Legends (CBLOL) e Liga Latinoamérica (LLA). A LCS formaria a base para a Conferência Norte, enquanto a CBLOL formou a base para a Conferência Sul. Essas duas ligas teriam seis equipes parceiras, cada uma se juntando à LTA para sua temporada inaugural, com a LLA fornecendo duas equipes adicionais, uma cada para a Conferência Norte e Sul. Além disso, uma equipe extra da LLA (na Conferência Sul) e uma equipe da liga de segunda linha da América do Norte, a North American Challengers League (na Conferência Norte), seriam "equipes convidadas" que precisam se requalificar para a LTA no final de cada temporada nas eliminatórias de promoção e rebaixamento com as melhores equipes das ligas regionais de segundo nível.
Com exceção de alguns eventos itinerantes, todos os jogos da LTA são disputados ao vivo em dois locais, ambos conhecidos como Riot Games Arena - um em Los Angeles, Califórnia, para a Conferência Norte e outro em São Paulo, Brasil, para a Conferência Sul. Além de um pequeno público de estúdio, todos os jogos são transmitidos ao vivo no Twitch e no YouTube.

## História

### Fusão

#### Auge do CBLOL em 2018
Em 2018, o cenário de esportes eletrônicos experimentava uma fortíssima popularidade, grandes empresas como BMW, JBL, Red Bull patrocinando equipes e outras como Netshoes, Kalunga criando ou adquirindo suas próprias equipes consolidando e amadurecendo o mercado, vivenciando no ano seguinte o boom de investimentos, com empresas de câmbio eletrônico, casas de apostas patrocinando campeonatos e equipes. 

#### Crise pós pandemia
Com o fim da Pandemia de COVID-19 várias equipes foram vendidas pelas companhias que gerenciavam, ocorrendo um êxodo de capital do mercado, que já se mostrava com certa incerteza após a Riot Games encerrar outras ligas pelo mundo devido baixa audiência e/ou economia deficitária, iniciando uma crise no cenário.
Apesar de tudo, o CBLOL quebrava recordes de audiência e popularidade, a Primeira Etapa do CBLOL de 2024 chegando a ter 459 mil espectadores simultâneos nas transmissões oficiais, mas não foi suficiente para ajustar as finanças da liga que, segundo a organizadora, operava no vermelho. Assim como o CBLOL, a LCS e a LLA também seguiam numa crise, no caso dessas duas, a crise também era pela falta de audiência e os custos elevados.

#### Liga das Américas
Visando encerrar a crise, Riot a anuncia em julho de 2024, uma fusão entre as três ligas em uma continental com duas conferências, adotando um novo modelo de negócios e mantendo apenas as equipes que passarem por um novo processo seletivo, na tentativa de manter o cenário vivo de forma sustentável financeiramente para as organizações participantes, a desenvolvedora e os patrocinadores. A League of Legends Championship of The Americas foi anunciada oficialmente no dia 31 de outubro de 2024, encerrando definitivamente o CBLOL, LLA e a LCS.
Sob este novo modelo, seis equipes da LCS e do CBLOL se tornariam parceiras da liga e formariam suas próprias conferências separadas – Norte e Sul – juntamente com uma equipe da LLA e uma "equipe convidada" (que seria determinada por um torneio de promoção e rebaixamento após cada temporada). Sob o novo modelo de três etapas, as melhores equipes de cada conferência competiriam entre si para determinar um campeão para a ampla região das Américas.
A liga foi oficialmente formada em 31 de outubro de 2024, como o League of Legends Championship of The Americas, com as 16 equipes inaugurais da liga anunciadas no mesmo dia. A 100 Thieves, inicialmente planejado para ser uma equipe parceira regular, também anunciou em 31 de outubro que vendeu sua vaga de volta para a Riot Games. Como tal, eles seriam uma "equipe visitante provisória", o que significa que não serão elegíveis para o rebaixamento, mas podem deixar a liga no final da temporada de 2025.

## Formato
Cada ano da LTA é dividida em três etapas. Cada etapa qualifica as equipes para as três competições internacionais dentro de League of Legends – o First Stand, o Mid-Season Invitational e o Campeonato Mundial de League of Legends.
Na primeira etapa, cada conferência contém uma chave de dupla eliminação de oito equipes com séries em melhor de três. As 4 melhores equipes por conferência avançam para uma chave de eliminação única de oito equipes, como a do Campeonato Mundial. O vencedor da etapa se qualifica para o First Stand. Todas as séries durante esta etapa utilizam o "Fearless Draft", onde os personagens escolhidos no jogo não podem ser jogados novamente pelo restante da série. Para anos ímpares, a fase eliminatória é realizada em São Paulo, enquanto é realizada em Los Angeles durante anos pares.
A segunda etapa tem as oito equipes de cada conferência competindo contra seus oponentes da conferência em uma fase de grupos de todos contra todos em dois turnos, com todos os jogos sendo em melhor de um. As 6 melhores equipes por conferência competem em uma chave de dupla eliminação em melhor de cinco, com as duas melhores equipes avançando diretamente às semifinais. O vencedor de cada conferência se qualifica para o Mid-Season Invitational; nenhum campeão geral da segunda etapa é coroado.
A terceira etapa utiliza um formato exclusivo chamado "Pick & Play" para sua primeira fase. A primeira semana vê cada equipe se enfrentar com base nos resultados da segunda etapa, mas após a primeira e a segunda semanas, as equipes com a classificação mais baixa escolhem seus oponentes. Após a terceira semana, uma chave de eliminação dupla é formada, com as 4 melhores equipes semeadas na chave superior e as 4 últimas semeadas na chave inferior. Esta chave vê as equipes mais bem classificadas escolherem seus oponentes para cada uma das duas rodadas. Após essas duas rodadas, a equipe restante na chave superior joga na "Worlds Qualifying Series" pela vaga da chave superior no Campeonato Regional das Américas contra a melhor equipe restante com base na pontuação, com os dois lados restantes competindo pela vaga final em sua conferência. Todos os jogos em "Pick & Play" são melhores de três, com exceção da última semana, que consiste em melhor de cinco.
A fase eliminatória da terceira etapa é conhecida como Campeonato Regional das Américas, no qual as três equipes restantes de cada uma das duas conferências competirem em uma chave de eliminação dupla que consiste inteiramente em melhor de cinco. Os vencedores das partidas da "Worlds Qualifying Series" para cada conferência começam na chave superior, com as equipes restantes começando na chave inferior; como as duas equipes na chave superior não podem terminar pior do que o terceiro lugar, elas se qualificam automaticamente para o Campeonato Mundial. O vencedor da grande final se torna oficialmente o campeão da LTA, com as três melhores equipes (as quatro melhores se a LTA ganhar uma vaga adicional via MSI) se classificando para o Campeonato Mundial. Para anos ímpares, o Campeonato Regional é organizado pela Conferência Norte, com as primeiras rodadas realizadas em Los Angeles e as duas últimas rodadas realizadas como um roadshow, enquanto a Conferência Sul hospeda em anos pares com São Paulo hospedando as rodadas de abertura.

### Torneio de promoção
As duas equipes convidadas (uma por conferência), independentemente de seu desempenho durante a temporada da LTA, precisam se requalificar para a liga no final do ano contra as equipes que se qualificaram das ligas de segundo divisão de cada conferência. Para a Conferência Norte, sua equipe convidada compete contra as melhores equipes da North American Challengers League e da Liga Regional Norte, enquanto a equipe convidada da Conferência Sul compete contra as melhores do Circuito Desafiante do Brasil e da Liga Regional Sud. Os vencedores das ligas de segundo divisão e a equipe vinda da LTA se qualificam para uma dupla eliminação, melhor de cinco; os vice-campeões de cada conferência de segunda divisão competem em uma partida pré-eliminatória para enfrentar a equipe convidada da LTA de sua conferência na primeira rodada. Os vencedores da grande final do torneio de promoção de cada conferência se qualificam para a LTA como equipes convidadas para a próxima temporada.

## Equipes
| Equipe                        | Estreia na LTA    | Elenco            | Elenco            | Elenco            | Elenco            | Elenco            | Treinador         |
| Equipe                        | Estreia na LTA    | Topo              | Selva             | Meio              | Atirador          | Suporte           | Treinador         |
| Conferência Norte             | Conferência Norte | Conferência Norte | Conferência Norte | Conferência Norte | Conferência Norte | Conferência Norte | Conferência Norte |
| ----------------------------- | ----------------- | ----------------- | ----------------- | ----------------- | ----------------- | ----------------- | ----------------- |
| 100 Thieves                   | 2025              | Sniper            | River             | Quid              | FBI               | Eyla              | Goldenglue        |
| Cloud9                        | 2025              | Thanatos          | Blaber            | Loki              | Zven              | Vulcan            | Reapered / Inero  |
| Dignitas                      | 2025              | Photon            | Sheiden           | Keine             | Tomo              | Isles             | Rigby / Lira      |
| Disguised                     | 2025              | Castle            | eXyu              | DARKWING          | Rahel             | huhi              | ido / Brandini    |
| FlyQuest                      | 2025              | Bwipo             | Inspired          | Quad              | Massu             | Busio             | Nukeduck / Mithy  |
| Lyon Gaming                   | 2025              | Srtty / Yayo      | Oddielan          | Saint             | Hena              | Lyonz             | Khynm / Pointless |
| Shopify Rebellion             | 2025              | Fudge             | Contractz         | Palafox           | Bvoy              | Ceos              | Reven             |
| Team Liquid                   | 2025              | Impact            | Yuuji             | APA               | Yeon              | CoreJJ            | Spawn             |
| Conferência Sul               |                   |                   |                   |                   |                   |                   |                   |
| Fluxo W7M                     | 2025              | curty             | Yampi             | Fuuu              | Marvin            | ProDelta          | Aoshi / Samyy     |
| FURIA                         | 2025              | Guigo             | Tatu              | Tutsz             | Ayu               | JoJo              | Thinkcard         |
| Isurus Estral / Isurus Gaming | 2025              | ZOEN              | Josedeodo         | Leza              | Snaker            | Ackerman          | Ukkyr             |
| Keyd Stars                    | 2025              | Boal              | Disamis           | Mireu             | Morttheus         | Trymbi            | SeeEl             |
| Leviatán                      | 2025              | Zothve            | scary             | Hauz              | Ceo               | TopLop            | Von               |
| LOUD                          | 2025              | Robo              | Gryffinn          | Jool              | Route             | Redbert           | Raise             |
| paiN Gaming                   | 2025              | Wizer             | CarioK            | Roamer            | TitaN             | Kuri              | Xero / Sarkis     |
| RED Canids                    | 2025              | fNb               | DOOM              | Kaze              | Rabelo            | Frosty            | Tockers           |

## Temporadas
| Ano  | Campeão da Etapa 1 | Campeão da Etapa 2 (Norte) | Campeão da Etapa 2 (Sul) | Campeão da Etapa 3 (Norte) | Campeão da Etapa 3 (Sul) | Campeão Regional das Américas | N.° |
| ---- | ------------------ | -------------------------- | ------------------------ | -------------------------- | ------------------------ | ----------------------------- | --- |
| 2025 | Team Liquid        | FlyQuest                   | FURIA                    |                            |                          |                               | 16  |

## Campeões
| 2025 | 1º | 100 Thieves | Cloud9 | FlyQuest          | Team Liquid Honda | 2025 | 1º | Isurus Gaming | Leviathan   | LOUD          | paiN Gaming     | 2025                                                              | 1º                                                                | Team Liquid Honda                                                 | 100 Thieves                                                       | Cloud9 / FlyQuest                                                 | Cloud9 / FlyQuest                                                 |
| 2025 | 2º | FlyQuest    | Cloud9 | Shopify Rebellion | Team Liquid Honda | 2025 | 2º | FURIA         | paiN Gaming | Isurus Estral | Vivo Keyd Stars | 2025                                                              | 3º                                                                |                                                                   |                                                                   |                                                                   |                                                                   |
| 2025 | 3º |             |        |                   |                   | 2025 | 3º |               |             |               |                 | 2026                                                              | 1º                                                                |                                                                   |                                                                   |                                                                   |                                                                   |
| 2026 | 1º |             |        |                   |                   | 2026 | 1º |               |             |               |                 | 2026                                                              | 3º                                                                |                                                                   |                                                                   |                                                                   |                                                                   |
| 2026 | 2º |             |        |                   |                   | 2026 | 2º |               |             |               |                 | O torneio regional ocorre apenas na primeira e na terceira etapa. | O torneio regional ocorre apenas na primeira e na terceira etapa. | O torneio regional ocorre apenas na primeira e na terceira etapa. | O torneio regional ocorre apenas na primeira e na terceira etapa. | O torneio regional ocorre apenas na primeira e na terceira etapa. | O torneio regional ocorre apenas na primeira e na terceira etapa. |
| 2026 | 3º |             |        |                   |                   | 2026 | 3º |               |             |               |                 | O torneio regional ocorre apenas na primeira e na terceira etapa. | O torneio regional ocorre apenas na primeira e na terceira etapa. | O torneio regional ocorre apenas na primeira e na terceira etapa. | O torneio regional ocorre apenas na primeira e na terceira etapa. | O torneio regional ocorre apenas na primeira e na terceira etapa. | O torneio regional ocorre apenas na primeira e na terceira etapa. |

## Cobertura da mídia
A LTA se conecta principalmente com seu público por meio de transmissão ao vivo em seus canais dedicados em plataformas como Twitch e YouTube, no Brasil também é transmitido pelo SporTV. Os jogos são transmitidos principalmente em inglês, espanhol e português brasileiro para cada público (América do Norte, América Latina hispânica e Brasil).